# Aranyosszentmiklós
Aranyosszentmiklós (románul Sânnicoară) település Romániában, Beszterce-Naszód megyében.

## Nevének eredete
Nevét Szent Miklós-ról nevezett egyházáról, vagy Árón Szentmiklóssi birtokosa: Áron után kaphatta, amelyből később Arán, azaz Aranyos névvé fejlődött.

## Története
Aranyosszentmiklós nevét az oklevelek 1329-ben említették először Zentmiclos néven. 1335-ben említik e településre való Lászlót, mint királyi embert. 1337-ben Tamás utódai Császári Péter fiai Simon és János voltak birtokosai. 1347-ben Áronszentmiklósi János és Simon, valamint fia Gergely volt birtokosa. 1366-ban Szentmiklósi Ivánka fia János volt itt birtokos. 1369-ben Miklósi Miklós fia Jakab birtoka volt a település. 1392-ben Szentmiklósi Jakabot írták a település birtokosának, 1394-ben pedig már Nagy Tamás birtoka volt. 1397-ben Zsigmond király a Debreceni Moklós fia István mestertől a királyra szállt birtok itteni és gyermekei részét Fejes István részben vétel, részben öröklés útján kapta.
1417-ben Szentmiklósi Bethleni és Gyekei Fejes István szerezte meg részben vétel és öröklés útján. 1434-ben Gyekei Fejes Pál birtoka volt. 1449-ben Szentmihályfalvi Wass Vid és rokonsága volt Aranyosszentmiklós birtokosának írva.
1503-ban Bethleni Miklóst és fiait Vitálist és Jánost iktatják be itteni részeikbe új királyi adomány címén. 1560-ban Bornemisza Farkas birtoka volt. 1576-ban Báthory István erdélyi fejedelem a hűtlen Patócsi György és János birtokrészét Egri Györgynek adta zálogba.
1603-beli összeíráskor a Basta zsoldosai által elpusztított települések között tartották számon. 1610-ben Bornemisza Zsigmond birtoka volt, aki itteni részét Egri Györgynek adta zálogba.
1704 és 1711 között a tatárok, s a labancok pusztításának esett áldozatul. Ekkor gyakran változó birtokosai román jobbágyokat telepítettek ide. 1738-ban Toldalagi Krisztina Szabó Józsefné volt birtokosaként említve.
1837-ben báró Wesselényi és Keczeli családok birtoka volt.
Az 1900-as évek elején többek között Haragai Antal szamosújvári lakosnak is volt itt birtokrésze. A falu lakosai főleg földműveléssel és állattartással foglalkoztak.

## Lakossága
Az 1857. évi összeírás szerint 60 ház állt a településen, lakosainak száma ekkor 299 volt, melyből 288 görögkatolikus, 10 római katolikus és egy izraelita volt. 1886-ban 329 lakosa volt, melyből 318 görögkatolikus, 9 izraelita volt. Az 1891-es összeíráskor 396 lakosából 346 görögkatolikus, 19 római katolikus, 7 görögkeleti, 6 református, 18 izraelita volt.

## Nevezetességek
- Görögkatolikus fatemploma 1805-ben Szent Miklós tiszteletére épült.